# Tracker (album)
Pour les articles homonymes, voir Tracker.
Albums de Mark Knopfler
Privateering
(2012) Down The Road Wherever
(2018)
Tracker est le huitième album solo du guitariste Mark Knopfler, sorti le 16 mars 2015 (17 mars 2015 en Amérique du Nord). L'album a eu droit à un format vinyle et une édition deluxe avec des chansons inédites. Le style musical qui ressort de l'album est en correspondance avec la pochette, calme.

## Liste des titres
Toutes les chansons sont composées par Mark Knopfler, sauf indication contraire.
CD1, standard
| No  | Titre                                          | Durée |
| --- | ---------------------------------------------- | ----- |
| 1.  | Laughs and Jokes and Drinks and Smokes         | 6:40  |
| 2.  | Basil                                          | 5:45  |
| 3.  | River Towns                                    | 6:17  |
| 4.  | Skydiver                                       | 4:38  |
| 5.  | Mighty Man                                     | 5:55  |
| 6.  | Broken Bones                                   | 5:30  |
| 7.  | Long Cool Girl                                 | 5:06  |
| 8.  | Lights of Taormina (Featuring Mike McGoldrick) | 6:09  |
| 9.  | Silver Eagle                                   | 5:02  |
| 10. | Beryl                                          | 3:11  |
| 11. | Wherever I Go (Featuring Ruth Moody)           | 6:27  |

Titres sur le CD Bonus
| No | Titre                                                                     | Durée |
| -- | ------------------------------------------------------------------------- | ----- |
| 1. | .38 Special (Deluxe + Boitier)                                            | 2:47  |
| 2. | My Heart Has Never Changed (Deluxe + Boitier)                             | 3:49  |
| 3. | Terminal of Tribute To (Deluxe + Boitier)                                 | 5:52  |
| 4. | Oklahoma Ponies (Boitier - Mélodie Trad. Paroles & Arrg de Mark Knopfler) | 5:19  |
| 5. | Time Will End All Sorrow (Boitier)                                        | 2:59  |

## Personnel
- Mark Knopfler: Guitares, chant
- Guy Fletcher: Claviers, chœurs
- Bruce Molsky : Violon, Guitare Rythmique, Banjo
- John McCusker : Violon, Cistre
- Mike McGoldrick : Pipeau, Flûte de bois sur (8)
- Phil Cunningham : Accordéon
- Glenn Worf : Basse
- Ian Thomas : Batterie
- Nigel Hitchcock : Saxophone
- Tom Walsh : Trompette
- Ruth Moody : Chant, chœurs sur (11)

## Production
- Mark Knopfler : Production
- Guy Fletcher : Production
- Richard Ford : Notes du livret